# Étienne Pierre de Rochechouart
Pierre Paul Étienne de Rochechouart (Tolosa, 15 febbraio 1724 – 1799) è stato un ammiraglio francese, distintosi durante la Guerra dei sette anni e la Guerra d'indipendenza americana. Durante la rivoluzione francese emigrò all'estero, come molti nobili, per sfuggire al regime del Terrore.

## Biografia
Nacque a Tolosa il 15 febbraio 1724, figlio di Charles, barone poi conte di Clermont, visconte di Soulan (1681-1730), tenente generale, e di Françoise de Montesquieu.
Si arruolò nella Marine royale il 1 gennaio 1741, assegnato alla compagnia dei guardiamarina di Tolone.
Si imbarcò successivamente sull'Espérance (1741-1742), sul Borée (1742-1743), ancora sull'Espérance e sull'Alcyon (1744-1745). Effettuò tre campagne nel Mediterraneo e nelle Azzorre, venendo promosso enseigne de vaisseau il 1 gennaio 1746.
Imbarcato sul vascello da 74 cannoni Terrible (1746-1747) partecipò, agli ordini di Hubert de Brienne conte di Conflans, alla scorta a un convoglio con destinazione Saint-Domingue, missione nel corso della quale il 26 ottobre 1746 fu catturata la Severn.
Nel 1748 imbarcato sul Zéphyr  effettuò una missione in Canada, nel 1749, sulla Emeraude in Marocco, e nel 1750 a bordo del Protée sui banchi di Terranova. Il 17 maggio 1751 fu promosso tenente di vascello, e si imbarcò sulla Mutine. Nel 1752 sulla Protée effettuò una missione sulla coste della Guinea, e nel 1754 si imbarcò a bordo della Actif appartenente alla squadra d'evoluzione.
Nel 1755 era bordo dell'Héros appartenente alla squadra di MacNemara e Duguay, effettuò una missione di scorta nell'Oceano Atlantico, e nel 1756 si imbarcò sul vascello Soleil Royal.
Il 17 aprile 1757 fu promosso capitano di vascello, e il 1 novembre dello stesso anno nominato Cavaliere dell'Ordine di San Luigi assunse il comando del guardiacoste Thétis.
Nel 1758 divenne vicecomandante del Protée della squadra navale al comando di Maximin de Bompar alle Antille. Nel 1760 comandò la Fortune, nel 1761 il Brillant alle Antille, e nel 1764 l'Union.
Il 15 novembre 1771 fu nominato Brigadiere della armate navali, e il 1 maggio 1772 capitano del 1º battaglione del reggimento di Saint Malo.
Tra il 1772 il 1775 fu comandante della Tourterelle della squadra di evoluzione, e il 9 novembre 1776 fu promosso chef d'escadre. Nel 1778 assunse il comando del Duc de Bourgogne appartenente alla squadra di Louis Guillouet d'Orvilliers, ma non partecipò alla battaglia di Ouessant.
Nel 1779 comandante dello Auguste e di una divisione della flotta combinata franco-spagnola, partecipò alla campagna dell'Atlantico e del Canale della Manica.
Nel 1779 divenne Cavaliere dell'Ordine di San Lazzaro e di Nostra Signora del Monte Carmelo, (A fait ses preuves de noblesse, 9 quartiers), e il 12 gennaio 1782 promosso Luogotenente generale delle armate navali.
Tra il 1781 e il 1782 fu comandante del vascello da 110 cannoni Majestueux e di una divisione della squadra franco-spagnola riunitasi a Cadice sotto il comando dell'ammiraglio Luc Urbain du Bouëxic de Guichen. Il 20 ottobre 1782 partecipò a una battaglia contro la squadra britannica al comando di Lord Howe davanti a Gibilterra. Nel 1789 era uno dei 15 luogotenenti generali delle armate navali che speravano di assumere il comando della flotta di Ponente, che fu invece assegnato da Luigi XVI a Pierre Antoine de Raymondis d'Éoux. Dopo lo scoppio della Rivoluzione francese rimase brevemente in servizio, e nel gennaio 1792 lasciò la Marine royale conservando i privilegi dovuti al suo grado.
Emigrò poi all'estero, dove si spense nel 1799.

### Annotazioni
1. ↑  Tra i 15 vi erano Du Chaffault (81 anni), Breugnon (72 anni), Guichen (77 anni), La Jonquière (83 anni), Laccary, Fabry (74 anni),  Rochechouart, Barras (70 anni), La Motte-Piquet (69 anni), conte d'Hector (67 anni), Vandreuil (65 anni).

### Fonti
1. 1 2  Rochechouart 1859, p. 245.
2. 1 2 3 4 5 6 7  Ecole Navale.
3. ↑  Rochechouart 1859, p. 244.
4. 1 2 3 4  Granier 1995, p. 494.
5. 1 2 3 4 5  Granier 1995, p. 495.
6. ↑  Marley 2008, p. 435.
7. ↑  Crawford, Cox 2019, p. 1130.
8. 1 2  Vergé-Franceschi 1990, p. 260.